# Sistema di gestione dell'acqua di Augusta
Il sistema di gestione dell'acqua di Augusta è un complesso di manufatti ad Augusta e dintorni, che testimonia l'importanza e la storia della gestione delle acque ad Augusta. Il 6 luglio 2019 è stato dichiarato patrimonio dell'umanità dall'UNESCO. Il sito comprende un insieme di beni culturali, tecnici e architettonici, che documentano diversi sistemi di utilizzo dell'acqua nella storica città della Germania meridionale in epoche diverse.
Il patrimonio mondiale di Augusta comprende 22 manufatti, tra cui canali artificiali, il più antico acquedotto e la più antica torre d'acqua in Germania, nonché il più antico acquedotto alimentato da pozzi profondi riforniti da sorgenti sotterranee. Sono presenti anche 10 centrali idroelettriche storiche.

## Descrizione
La proposta è stata inizialmente inclusa nell'elenco provvisorio sotto il titolo "Wasserbau und Wasserkraft, Trinkwasser und Brunnenkunst in Augsburg" (Ingegneria idraulica ed energia idroelettrica, acqua potabile e fontane decorative ad Augusta). Il sito è stato infine nominato come Augsburg Water Management System. Tuttavia, questo titolo è un po' fuorviante. La gestione dell'acqua si riferisce alla disponibilità, allo stoccaggio e alla distribuzione di acqua dolce, specialmente nelle regioni del mondo con scarsità d'acqua. Il sito del patrimonio mondiale non è, tuttavia, un sistema che fungeva in alcun modo da unità funzionale per la gestione dell'acqua, ma piuttosto un insieme di manufatti selezionati esclusivamente ai fini della protezione del patrimonio mondiale. Un gran numero di questi viene impiegato per utilizzare l'energia idrica come fonte di energia, che il termine gestione dell'acqua non copre nel senso comune del termine.
La designazione provvisoria e quella definitiva mostrano che l'ampio spettro di argomenti è difficile da riassumere in un termine conciso e compatto.

## Demarcazione
Il tema dell'ingegneria idraulica e dell'uso dell'acqua negli oltre 2000 anni di storia della città romana di Augusta Vindelicum è ampio e complesso, e molto non è ancora stato esplorato. È documentata l'esistenza di un acquedotto romano a lunga percorrenza per rifornire la città di acqua, ma non è un elemento del patrimonio mondiale in quanto struttura idraulica abbandonata. Quasi nulla si conosce sulle terme della provincia romana di Rezia, che dovevano esistere nella capitale Augusta. Nulla è sopravvissuto, poiché l'ex città romana fu completamente ricostruita nel Medioevo. Per la protezione del patrimonio mondiale, quindi, sono stati selezionati solo singoli edifici degli ultimi 500 anni circa sufficientemente ben conservati, considerati sufficientemente rilevanti e degni di protezione.
Al contrario, un certo numero di opere d'arte ed edifici conservati che potrebbero essere stati considerati anche oggetto dell'insieme protetto, come altre fontane storiche, fontanelle o i bagni della città vecchia, non sono stati inclusi nel patrimonio mondiale.

## Consistenza
Il sito del patrimonio mondiale del sistema di gestione delle acque di Augusta comprende 22 singoli manufatti. Alcuni di essi si trovano nel centro storico di Augusta, alcuni nell'odierna zona della città  lontana dal centro storico, e alcuni nelle aree di altre località del distretto di Augusta. Il manufatto più distante, la centrale idroelettrica di Meitingen, si trova a circa 22 km a nord della città. Tutti i 22 siti sono sotto la tutela dei monumenti.
Il più esteso di questi singoli siti è una rete di corsi d'acqua, che comprende parti dei canali Lech, in parte allo scoperto e in parte sotterranei, dei canali Wertach e i corsi d'acqua sorgiva nella foresta cittadina. Questa rete collega tra loro i restanti 21 singoli manufatti. In questo modo, il patrimonio dell'umanità forma un'area protetta contigua che ha una superficie di circa 113 ettari.
Questa è circondata da una zona cuscinetto. Nel caso dei corsi d'acqua si tratta di una fascia larga 5 metri su entrambi i lati. La maggior parte dei singoli manufatti ha una zona cuscinetto ristretta. Nel centro storico, parti di Jakobervorstadt, Lechviertel e Ulrichviertel orientale, nonché un'area su entrambi i lati di Maximilianstrasse nel centro della città, appartengono alla zona cuscinetto. Su suggerimento dell'ICOMOS, anche il bosco urbano è stato incluso nella fascia di rispetto al fine di proteggere meglio i corsi d'acqua sorgente. La zona cuscinetto ha una superficie totale di circa 3.204 ettari.

## Manufatti
I seguenti 22 manufatti appartengono al sistema di gestione delle acque di Augusta, sito del patrimonio mondiale.  L'ordine nella presentazione segue l'ordine nella lettera di nomina.
| Manufatto                                                                                 | Tipo | Funzione | Anno di costruzione, messa in servizio, modifiche                                                                        | In funzione? | Note | Immagine                              |
| ----------------------------------------------------------------------------------------- | --- | --- | --- | ------------ | --- | ------------------------------------- |
| Canali e torrenti                                                                         | Rete di canali, a portata d'acqua costantemente controllata, che si dipartono dal Lech o dal Wertach, prevalentemente scoperti, e attraversano la città per poi rientrare nel Lech. | In passato assolvevano a diverse funzioni, tra cui l'utilizzo dell'energia idroelettrica (da parte di mulini e imprese artigiane), lo smaltimento di rifiuti e delle acque reflue e il trasporto di merci mediante imbarcazioni. Oggi servono solo a produrre energia idroelettrica nelle centrali. | Inizi ignoti, documentati nel 1276. Molteplici ampliamenti e modifiche nei secoli successivi.                            | Si           | I canali, molto utilizzabili, furono decisivi nel XIX secolo per il fiorire della manifattura tessile industriale ad Augusta e altri settori dell'industria. | Lech anteriore (categoria su Commons) |
| Eiskanal (48.348472°N 10.936667°E)                                                        | Uno dei canali del Lech | Originariamente serviva a rimuovere il ghiaccio galleggiante per proteggere l'acquedotto di Hochablass. Dal 1970 utilizzato come percorso di Canoa slalom per le Olimpiadi del 1972. | Storico canale ghiacciato in inverno intorno al 1878. Conversione per sport acquatici 1970–1972                          | Si           | Lo storico canale ghiacciato non esiste più e se ne parla poco. Il canale è ancora in uso oggi come percorso di canoa slalom. C'è un "canale della gioventù" e una "pista per bambini" | (categoria su Commons)                |
| L'acquedotto alla Porta Rossa (48.360027°N 10.903882°E)                                   | Ex acquedotto con tre serbatoi a torre | Rifornimento di acqua potabile | 1416 | No           | Chiuso nel 1879, è il più antico acquedotto esistente in Germania con tre torri idriche storiche. La sala pompe e la tecnologia dell'acquedotto non sono più disponibili. La tecnologia precedente è spiegata e visualizzata in una mostra negli edifici che sono stati conservati. Si offrono visite guidate. | (categoria su Commons)                |
| Acquedotto inferiore (48.372242°N 10.900245°E)                                            | Ex acquedotto con cisterna | Rifornimento di acqua potabile | Prima metà del XVI secolo                                                                                                | No           | Chiuso nel 1879. La tecnologia dell'acquedotto non è più disponibile. L'ex stazione di pompaggio ora ospita un cinema ("Liliom") con un ristorante. L'ex torre dell'acqua è ora abitata privatamente. Il ponte canale in pietra di è un dettaglio notevole come attraversamento d'acqua visibile fuori terra.  |                                       |
| Acquedotto della Vogeltor (48.366005°N 10.903261°E)                                       | Ex acquedotto con cisterna | Rifornimento di acqua potabile | 1538, ristrutturato 1776, ristrutturato 1843                                                                             | No           | Chiuso nel 1879. La sala pompe del 1843 fu demolita nel 1879. La torre dell'acqua del 1538 non è più conservata. La torre dell'acqua del 1776, un'antica torre difensiva, è stata conservata. | (categoria su Commons)                |
| L'acquedotto all'Hochablas (48.34755°N 10.93497°E)                                        | Ex acquedotto senza cisterna | Rifornimento di acqua potabile | 1878 | No           | Dismesso nel 2007 e trasformato in centrale idroelettrica. La tecnologia dell'acquedotto è ancora disponibile ed è stata allestita come un museo. Si offrono visite guidate. | (categoria su Commons)                |
| Canale di scarico (48.34428°N 10.93636°E)                                                 | Stramazzo sul Lech | Scarico di un flusso volumetrico controllato di acqua di fiume nel sistema dei canali del Lech. | Gli sbarramenti precedenti sull'Hochablass sono stati documentati per iscritto dal 1346. L'attuale diga è del 1911-1912. | Si           | Le precedenti dighe sull'Hochablass sono state più volte distrutte, ricostruite e rinnovate, l'ultima volta dopo l'alluvione del Lech nel 1910. È la più grande diga di Augusta e dintorni. I pedoni possono attraversare il Lech tramite il coronamento della diga.                                           | (categoria su Commons)                |
| Scarico nella foresta della città di Augusta (48.33169°N 10.93037°E)                      | Attraversamento dell'acqua in canale sotterraneo | Separazione acqua potabile e acqua di servizio | Flusso d'acqua del 1500 circa, conversione con canale sotterraneo nel 1870                                               | Si           | La condotta sotterranea, parte essenziale del sistema, non è visibile, ma è spiegata su un cartellone. | (categoria su Commons)                |
| Fontana di Augusto (48.369048°N 10.897955°E)                                              | Fontana | Fontana con cancello | 1594, rinnovo dei pilastri nel 1749                                                                                      | Si           | Il bacino e i pilastri furono rinnovati, dopo la distruzione della guerra, nel 1948-1950. Le parti in bronzo sono copie. Gli originali sono nel Maximilianmuseum. | (categoria su Commons)                |
| Fontana di Mercurio (48.367222°N 10.898528°E)                                             | Fontana | Originariamente una fontana pubblica, dall'installazione della grata della fontana all'inizio del XVIII secolo, è stata un fiore all'occhiello. | 1599, pilastri rinnovati nel 1752                                                                                        | Si           | Le parti in bronzo sono copie. Gli originali sono nel Maximilianmuseum. | (categoria su Commons)                |
| Fontana di Ercole (48.365056°N 10.899583°E)                                               | Fontana | Originariamente una fontana pubblica, dall'installazione della grata, all'inizio del XVIII secolo, è stata un fiore all'occhiello | 1602, pilastri rinnovati nel 1826                                                                                        | Ja           | La grata della fontana attualmente non è al suo posto, ma è stata conservata. Le parti in bronzo sono copie. Gli originali sono nel Maximilianmuseum. | (categoria su Commons)                |
| Macello (48.369946°N 10.899339°E)                                                         | Edificio con una sala precedentemente raffreddata ad acqua | Ex macello, costruito direttamente su un canale del Lech per il raffreddamento dell'acqua e lo smaltimento dei rifiuti | 1606-1609, ristrutturato nel XX secolo                                                                                   | No           | Costruzione dell'architetto della città Elias Holl. Chiuso nel 1930. Completamente sventrato nel 1937, gravemente danneggiato dalla guerra e ricostruito. Oggi adibito a edificio amministrativo. | (categoria su Commons)                |
| Centrale idroelettrica sul canale della fabbrica (48.34255°N 10.86184°E)                  | Centrale idroelettrica | Originariamente una macchina ad acqua per operazioni di trasmissione, dal 1907 generatore di energia elettrica | 1885, ristrutturata nel 1907                                                                                             | Si           | Le turbine e il generatore del 1907 sono stati conservati e sono ancora in funzione. | (categoria su Commons)                |
| Centrale idroelettrica sul Singold (48.34223°N 10.86436°E)                                | Centrale idroelettrica | Produzione di energia elettrica | 1886–1887. Ristrutturazione nel 2006.                                                                                    | Si           | Dismessa dagli anni 1970 al 2006, di nuovo in funzione dal 2006. La storica turbina è stata conservata. Il generatore originale non è più conservato. | (categoria su Commons)                |
| Centrale idroelettrica sullo Stadtbach (48.38387°N 10.89724°E)                            | Centrale idroelettrica | Originariamente una macchina ad acqua per operazioni di trasmissione, dal 1907 generazione di energia elettrica | 1873 | Si           | Il generatore del 1907 è conservato come pezzo forte. |                                       |
| Centrale idroelettrica sul Wolfzahnau (presso il canale di scarico) (48.4012°N 10.8889°E) | Centrale idroelettrica | Produzione di energia elettrica | 1901, ristrutturazione 1913, ristrutturazione 1969                                                                       | Si           | Il suo volano, alto quattro metri, fu esposto nel 1900 all'Esposizione Mondiale di Parigi. Un generatore del 1913 è stato conservato ma non è più in funzione. | (categoria su Commons)                |
| Centrale idroelettrica di Proviantbach (48.3839°N 10.90048°E)                             | Centrale idroelettrica | Produzione di energia elettrica | 1922, ristrutturazione 2011                                                                                              | Si           | L'edificio precedente del 1858 non è più conservato. Una turbina e un generatore del 1922 sono stati conservati ma non sono più in funzione. |                                       |
| Centrale idroelettrica Riedinger (sul Senkelbach) (48.38638°N 10.89118°E)                 | Centrale idroelettrica | Originariamente una macchina ad acqua per operazioni di trasmissione, dal 1904 generazione di energia elettrica | 1865, ricostruzione nel 1904, 1907, 1923, danneggiamento nel 1940, ricostruzione nel 1945, ricostruzione nel 2007        | Si           | Due set di macchine del 1923 sono stati conservati ma non sono più in funzione. |                                       |
| Centrale elettrica di Wertach (sul canale Wertach) (48.359692°N 10.877659°E)              | Centrale idroelettrica | Produzione di energia elettrica | 1920–1921, ristrutturazione 2007                                                                                         | Si           | Due generatori del 1921 sono ancora in funzione. |                                       |
| Centrale idroelettrica Gersthofen (sul canale di Lech) (48.445989°N 10.885483°E)          | Centrale idroelettrica | Produzione di energia elettrica | 1901, Ricostruzione dopo il 1922, ricostruzione nel 1961                                                                 | Si           | Le turbine (anno di costruzione sconosciuto) e i generatori del 1963 sono ancora in funzione. | (categoria su Commons)                |
| Centrale idroelettrica di Langweid (sul canale di Lech) (48.498239°N 10.866998°E)         | Centrale idroelettrica | Produzione di energia elettrica | 1907, ristrutturazione 1957, ristrutturazione 1993                                                                       | Si           | Sono stati conservati una turbina e un generatore del 1907 oltre a un'altra turbina (anno di costruzione sconosciuto) e un generatore del 1938. Dal 2008 è stato allestito un museo, il Lechmuseum Bayern. Sono possibili visite guidate.                                                                      | (categoria su Commons)                |
| Centrale idroelettrica di Meitingen (sul Canale di Lech) (48.547008°N 10.865618°E)        | Centrale idroelettrica | Produzione di energia elettrica | 1920–1922 | Si           | La tecnologia del 1922 è stata completamente conservata ed è ancora in funzione. | (categoria su Commons)                |

## Corsi d'acqua

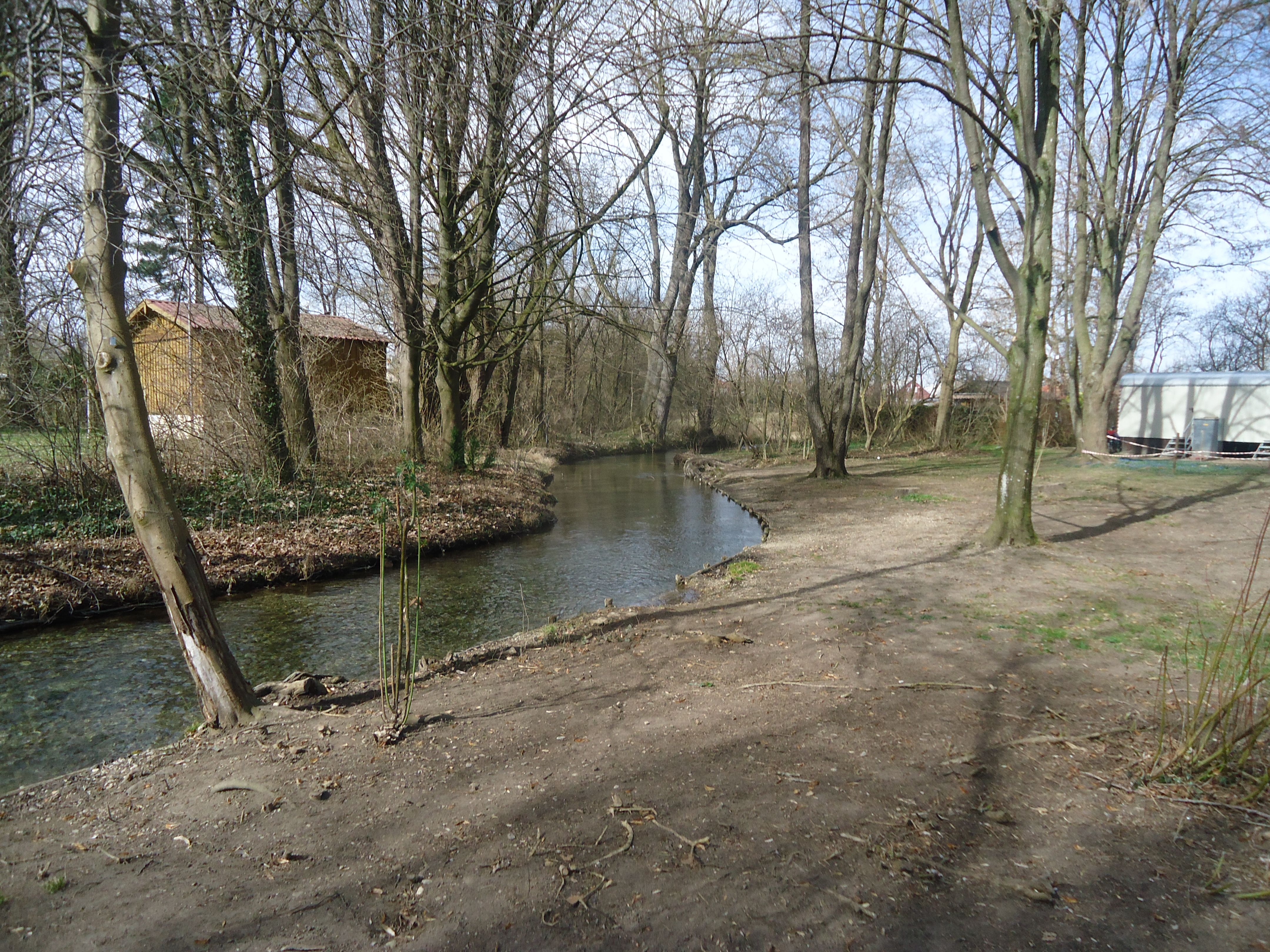
Il Brunnenbach vicino al giardino di Haunstetter

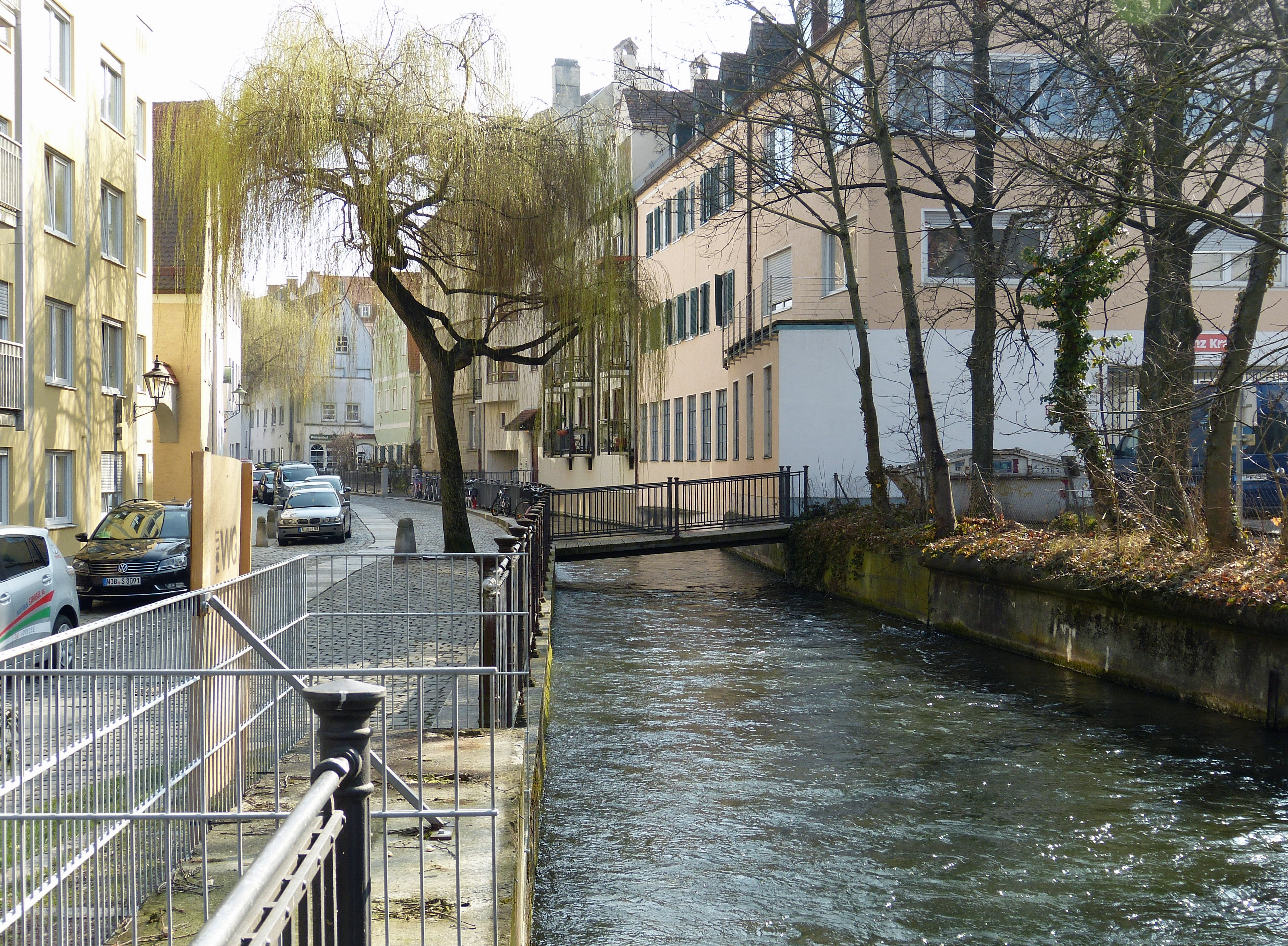
Lo Schwalllech nella Schwibbogengasse

La rete dei corsi d'acqua appartenenti al patrimonio dell'umanità, che collega tra loro gli altri manufatti, comprende principalmente parti dei canali di Augusta, ma anche altri corsi d'acqua naturali e artificiali. In dettaglio, questi includono:

### Flussi della foresta di città
- Brunnenbach
- Brunnengraben
- Grenzgraben
- Lochbach
- Reichskanal
- Siebenbrunn Bach
- Spitalbach
- Stempflebach

### Canali del Lech
- Auflauskanal
- Brunnenmeisterbach
- Hauptstadtbach
- Herrenbach
- Hinterer Lech
- Mittlerer Lech
- Vorderer Lech
- Neubach
- Proviantbach
- Schwallech
- Stadtbach
- Stadtgraben

### Canali del Wertach
- Fabrikkanal
- Holzbach
- Senkelbach
- Wertachkanal

### Altro
- Abschnitt der Singold
- Abschnitt der Wertach
- Abschnitt der Lech
- Lechkanal
- Versorgungsleitung der Prachtbrunnen

## Iscrizione
Il 6 luglio 2019 il sistema di gestione delle acque di Augusta è stato presentato alla 43ª sessione del Comitato del patrimonio mondiale a Baku, nella capitale dell'Azerbaigian, ed è stato ufficialmente incluso nella lista del patrimonio dell'umanità dell'UNESCO. L'iscrizione si è basata sui criteri (ii) e (iv).

### Manufatti esclusi

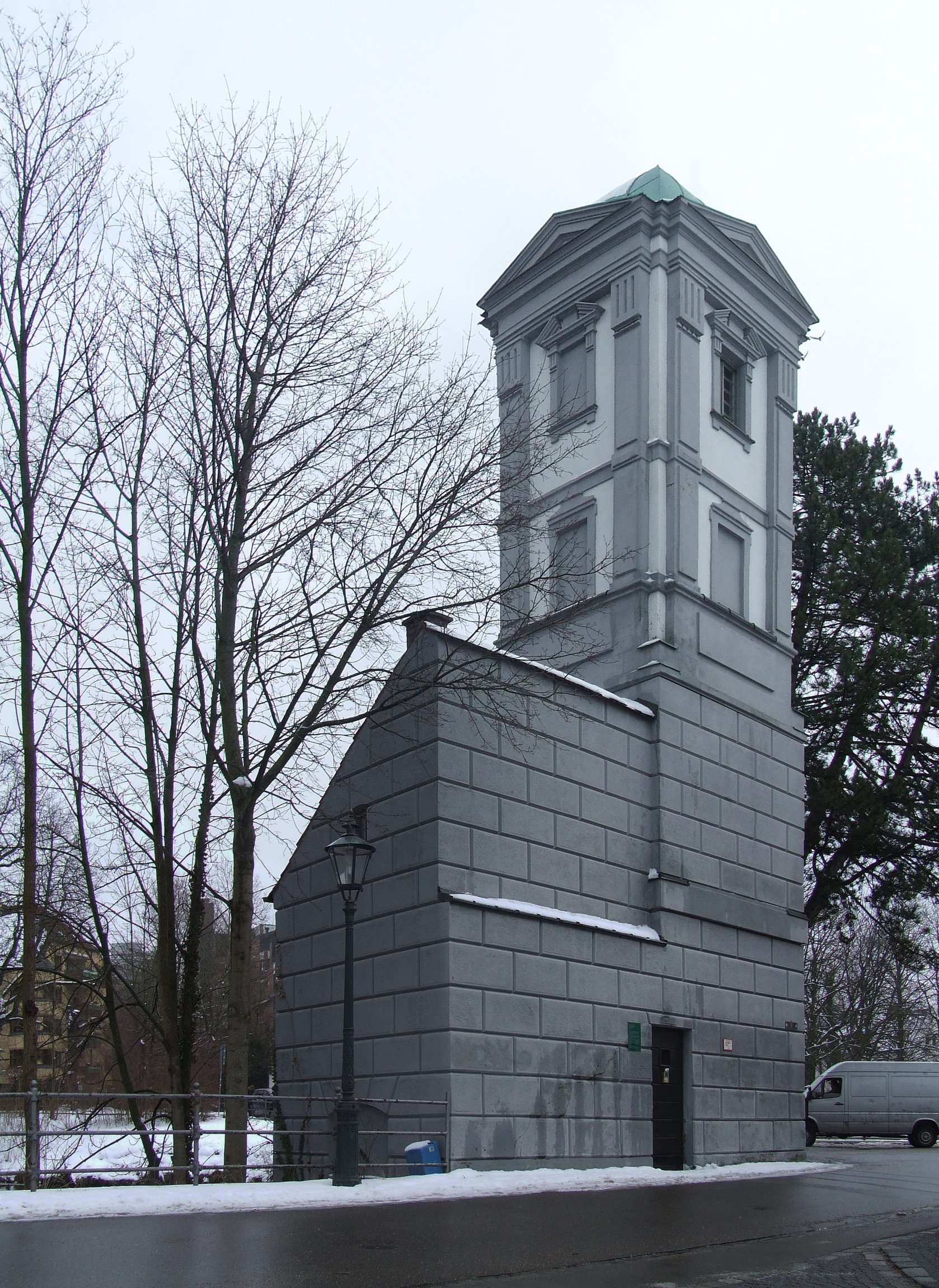
Non è un patrimonio mondiale: la torre dell'acqua di St. Jacob inferiore costruita da Elias Holl

Quando la città ha espresso per la prima volta il suo interesse ad essere inclusa nella lista del patrimonio mondiale dell'UNESCO, sono stati elencati altri oggetti, che, tuttavia, alla fine non sono stati inclusi nel sito del patrimonio mondiale. Questi sono:
1. La chiusa del mulino
2. La torre dell'acqua di St. Jacob inferiore
3. L'Augsburger Wappner (figura in marmo rosso proveniente da una fontana non più esistente, oggi al Maximilian Museum)
4. La Fontana di Nettuno con la più antica fontana di Augusto
5. La giovane fontana (figura in bronzo, già nel campanile presso l'acquedotto della Porta Rossa, oggi al Maximilian Museum)
6. La sala dei modelli del Maximilian Museum con 64 modelli idrotecnici dal XVII al XIX secolo
7. I documenti idrotecnici in archivi e collezioni

## Turismo
Lo status di patrimonio dell'umanità dell'UNESCO significa maggiore attenzione per il turismo. A causa della complessità di questo sito, della dispersione spaziale dei 22 singoli manufatti e della loro idoneità solo parziale per il turismo, il sistema di gestione delle acque di Augusta può essere registrato nella sua interezza per il turismo solo con grande difficoltà.
La maggior parte dei corsi d'acqua sono liberamente accessibili. La rete di canali è lunga molti chilometri e solo tratti di essa sono visitabili a scopo turistico. Particolarmente apprezzati sono i canali relativamente più piccoli del Lechviertel di Augusta. Hanno dato a questa parte del centro storico il loro carattere e il loro nome. Il sito del patrimonio mondiale Stadtmetzg si trova sopra il canale "Vorderer Lech" (che in questo punto è coperto). La balneazione nei canali è vietata quasi ovunque a causa delle correnti pericolose; è consentita solo in alcuni punti.
Anche le tre magnifiche fontane di Augusta in Rathausplatz e Maximilianstrasse sono liberamente accessibili (due delle quali solo fino alle griglie) e sono anche incluse nella maggior parte dei tour della città. Nei mesi invernali, invece, vengono protette dalle intemperie. Gli originali delle figure delle fontane non si trovano in loco, ma possono essere visti tutto l'anno nel cortile interno coperto del Maximilian Museum.
L'Hochablass, l'acquedotto dell'Hochablass e il "canale di ghiaccio" sono a circa 5 km dal centro storico. Tuttavia, questi tre siti sono vicini l'uno all'altro e possono quindi essere visti insieme. A seconda della stagione si possono vedere gli atleti che si allenano o gareggiano in canoa slalom sul canale del ghiaccio olimpico. Inoltre, una passeggiata lungo il Lech, una visita al Kuhsee e/o alla foresta della città di Augusta sono buoni collegamenti con questi siti. Una passeggiata di circa 2 km attraverso la foresta cittadina collega questi con lo zoo, anch'esso popolare tra i turisti, e il giardino botanico.
Alcuni dei beni del patrimonio dell'umanità offrono visite guidate, alcuni anche per le classi scolastiche ' ad esempio nei giochi d'acqua della Porta Rossa. Nella centrale idroelettrica di Langweid è stato allestito il Lech Museum Bavaria. Ci sono anche visite guidate nella foresta cittadina di Augusta, in cui viene spiegata la sua importanza come ecosistema e la sua importanza passata e presente per l'acqua potabile di Augusta. Il sito web Regio Augsburg Tourismus GmbH e l'Ufficio Turistico di Rathausplatz forniscono ulteriori informazioni sulle visite guidate.
Gli altri edifici appartenenti al patrimonio dell'umanità non sono accessibili al pubblico o accessibili solo dall'esterno. Per lo più non all'interno o solo previo accordo.